# Вила Базилика
Вила Базилика (на италиански: Villa Basilica) е община в Италия, в региона Тоскана, провинция Лука. Общината се намира в планинния район, Долината на реката Серкио, на север от административния център Лука. Населението е около 2000 души (2007).